# Liste der Kulturdenkmale in Tengen

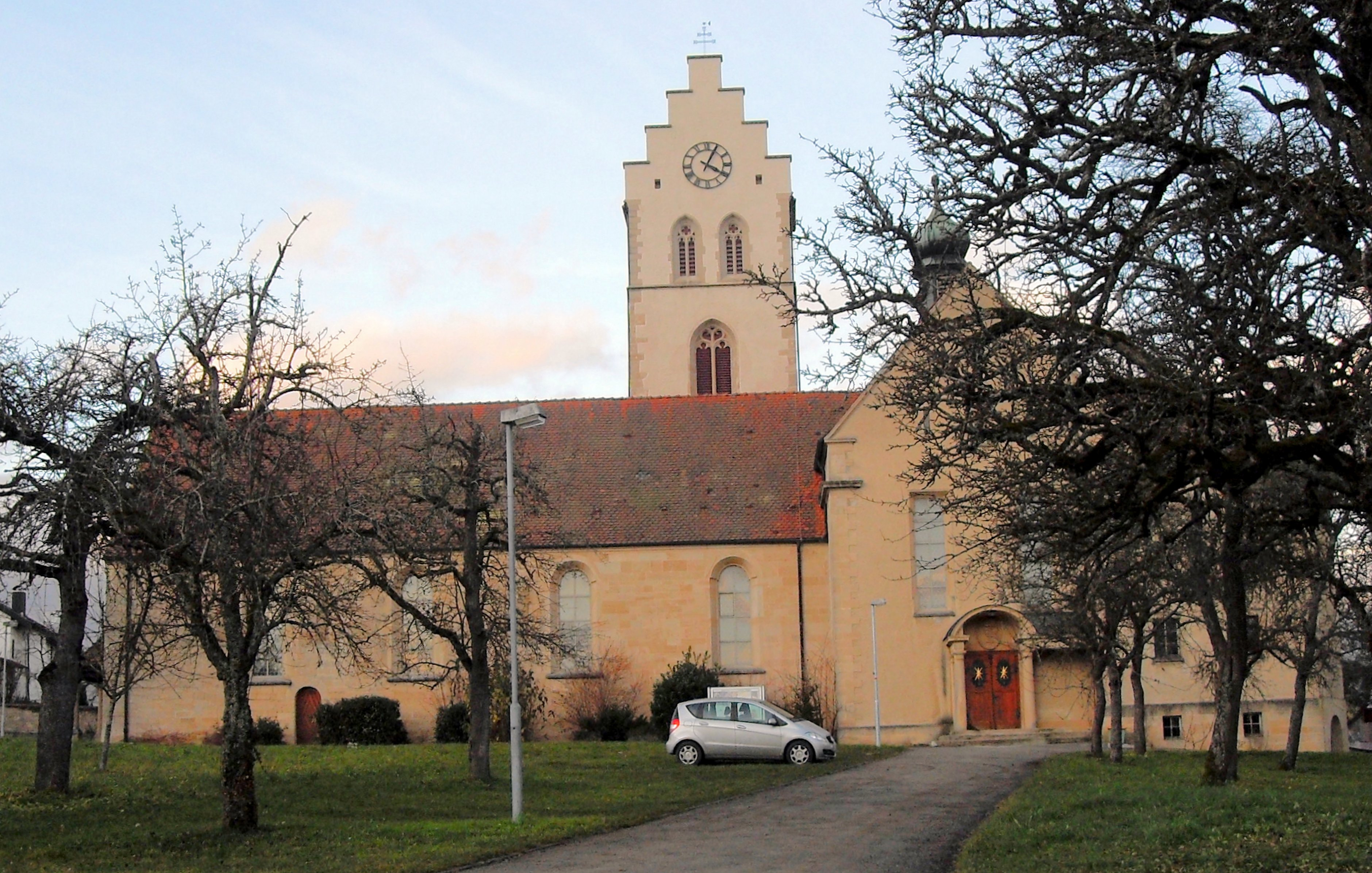
Pfarrkirche St. Laurentius

In der Liste der Kulturdenkmale in Tengen sind Bau- und Kunstdenkmale der Stadt Tengen im baden-württembergischen Landkreis Konstanz verzeichnet, die im „Verzeichnis der unbeweglichen Bau- und Kunstdenkmale und der zu prüfenden Objekte“ des Landesamts für Denkmalpflege Baden-Württemberg verzeichnet sind. Dieses Verzeichnis ist nicht öffentlich und kann nur bei „berechtigtem Interesse“ eingesehen werden. Die folgende Liste ist daher nicht vollständig und beruht auf anderweitig veröffentlichten Angaben.

## Allgemein
- Bild: Zeigt ein ausgewähltes Bild aus Commons, „Weitere Bilder“ verweist auf die Bilder im Medienarchiv Wikimedia Commons.
- Bezeichnung: Nennt den Namen, die Bezeichnung oder die Art des Kulturdenkmals.
- Lage: Straßenname und Hausnummer oder Flurstücknummer des Kulturdenkmals, gegebenenfalls auch den Ortsteil. Die Grundsortierung der Liste erfolgt nach dieser Adresse. Der Link (Karte) führt zu verschiedenen Kartendiensten mit der Position des Kulturdenkmals. Fehlt dieser Link, wurden die Koordinaten noch nicht eingetragen. Sind diese bekannt, können sie über ein Tool mit einer Kartenansicht einfach nachgetragen werden. In dieser Kartenansicht sind Kulturdenkmale ohne Koordinaten mit einem roten bzw. orangen Marker dargestellt und können durch Verschieben auf die richtige Position in der Karte mit Koordinaten versehen werden. Kulturdenkmale ohne Bild sind an einem blauen bzw. roten Marker erkennbar.
- Datierung: Baubeginn, Fertigstellung, Datum der Erstnennung oder grobe zeitliche Einordnung entsprechend des Eintrags in der zuständigen Denkmaldatenbank (Landesamt für Denkmalpflege Baden-Württemberg).
- Beschreibung: Kurzcharakteristik des Kulturdenkmals.

## Stadt Tengen

### Gesamtanlage „Stadtanlage Tengen“
| Bild | Bezeichnung             | Lage                               | Datierung                         | Beschreibung | ID |
| ---- | ----------------------- | ---------------------------------- | --------------------------------- | --- | -- |
|      | Stadtmauer              | Espelweg                           | 13. Jahrhundert                   | Befestigungsanlage Hintere Stadt; aus Hausteinen errichtete Substruktions- und Befestigungsmauer entlang des Eselweges Geschützt nach § 2 DSchG |    |
|      | Weg                     | Espelweg (Karte)                   |                                   | Zugangsweg; s-förmig geschwungener Steig in südlicher Fortsetzung der Hinterburg-Straße über die Fridlinshalde ins Riedbachtal | BW |
|      | Grünfläche              | (Karte)                            |                                   | Historische Grünfläche; über einen Großteil des Bergsporns verlaufendes Areal mit unbebauter Grünfläche | BW |
|      | Straßenzug              | Hinterburg (Karte)                 |                                   | | BW |
|      | Wohnstallhaus           | Hinterburg 2 (Karte)               | frühes 19. Jahrhundert            | Wohnhaus, ehem. mit seitlicher Ökonomie, zweigeschossiger und traufseitiger Satteldachbau im ehem. Burgbereich am Zusammentreffen mit dem Straßenzug Im Amtsgarten, verputztes Quereinhaus in Massivbauweise mit nordöstlich angefügter Remise mit abgewalmtem Pultdach, aufgrund der Hanglage steht das Kellergeschoss unter dem Wohnteil ebenerdig frei, Hauseingang mit Segmentbogen und historische Fenster mit Vorfenster, auf der Rückseite noch Austritt des inzwischen abgebrochenen Aborts erhalten | BW |
|      | Bergfried               | Hinterburg 3 (Karte)               | um 1150                           | Bergfried der Vorderburg bzw. Schloss; 7 m breiter und 20 m hoher Turm aus Bossenquadern, auf der Südseite erhöht gelegener rundbogiger Eingang, teilweise eingestürzt Geschützt nach § 28 DSchG |    |
|      | Burgkapelle St. Georg   | Hinterburg 4 (Karte)               | 1325/26                           | Ehemalige Burgkapelle St. Georg; rechteckiger flachgedeckter Saalbau mit einem durch den Chorbogen davon getrennten Altarhaus, verputzter Massivbau aus Bruch- und Lesesteinen mit Satteldach, Gebäudeecken mit Quadern aus Muschelkalk gefasst, teilweise zugemauerte Spitzbogenfenster und südlicher Eingang bauzeitlich Geschützt nach § 2 DSchG | BW |
|      | Villa                   | Hinterburg 6 (Karte)               | 1937                              | Villa; zweigeschossiger kubischer Walmdachbau im historisierenden Stil, von der Straßenlinie zurück versetzt auf hohem Kellergeschoss, verputzt und in Massivbauweise mit altanenbekröntem Vorbau zu einem Geschoss, profilierte Fensterzargen aus Sandstein und seitlicher Eingang mit einläufiger Treppe, tiefer Dachüberstand und rückwärtige Loggien | BW |
|      | Wohnhaus                | Hinterburg 9 (Karte)               | 1. Hälfte 19. Jahrhundert         | Wohnhaus; ehem. mit seitlicher Ökonomie, zweigeschossiger und traufseitiger Satteldachbau im Bereich der ehem. Hinterburg, verputztes Quereinhaus in Massivbauweise, nordöstlich angefügte eingeschossige Remise mit eigenständigem Satteldach | BW |
|      | Wohnstallhaus           | Hinterburg 10 (Karte)              | 18. Jahrhundert oder älter        | Wohnhaus; ehem. mit rückwärtiger Ökonomie, verputzter Massivbau mit steilem und tief heruntergezogenem Satteldach in giebelständiger Lage zur Straße, aufgrund der Hanglage ein- bzw. zweigeschossig Geschützt nach § 2 DSchG | BW |
|      | Handwerkerhaus          | Hinterburg 11 (Karte)              | 1. Hälfte 19. Jahrhundert         | Wohnhaus, zweigeschossiger und traufseitiger Satteldachbau im Bereich der ehem. Hinterburg, verputzter Massivbau, im EG wohl ehem. Handwerkerbetrieb | BW |
|      | Wohnstallhaus           | Hinterburg 13 (Karte)              | 17./18. Jahrhundert               | Wohnhaus mit seitlicher Ökonomie, ehemals eingeschossiger Traufseitbau mit steilem Satteldach am Übergang zum Eselweg, aufgrund der Hanglage nahezu freistehendes Kellergeschoss unter dem Wohnteil, verputzter Massivbau mit Eckrustika | BW |
|      | Wohnstallhaus           | Hinterburg 16 (Karte)              | um 1800                           | Wohnhaus mit ehemals seitlicher Ökonomie, zweigeschossiger Satteldachbau in traufseitiger Lage und von der Straße weit zurück versetzt, Wohnteil mit Stubenfenster und Stubenkammer im Obergeschoss noch zu erkennen, Scheunentor durch zweiten Hauseingang und darüber liegendem Fenster ersetzt | BW |
|      | Wohnstallhaus           | Hinterburg 18 (Karte)              | um 1800                           | Wohnhaus mit seitlicher Ökonomie, eingeschossiger und verputzter Massivbau mit steilem Satteldach, traufständig zur Straße, auf der südlichen Giebelseite aufgrund der steilen Hanglage zweigeschossig, ehemals Wohnteil nur eine Fensterachse breit | BW |
|      | Mittlere Brücke         | (Karte)                            | 14. Jahrhundert                   | Zugangsbrücke aus Blumenfeld kommend zum ehem. Mittleren Tor, sog. Mittlere Brücke bzw. Mühlbachbrücke, bestehend aus einer Bogenbrücke über den Mühlbach und einer zweibogigen Hangbrücke, die den Zufahrtsweg zum Mittleren Tor stützt, als Verbundmauerwerk aus Tengener Muschelkalk mit Bruch- und Werksteinen errichtet Geschützt nach § 2 DSchG | BW |
|      | Obere Brücke            | (Karte)                            | 17. Jahrhundert                   | Zugangsbrücke zum Oberen Tor, sog. Obere Brücke, die aus Bruch- und Werkstein gemauerte Bogenbrücke überspannt den in den Fels gehauenen Graben zwischen nördlicher Vorstadt und Vorderstadt Geschützt nach § 2 DSchG | BW |
|      | Stadtgraben             | (Karte)                            | 13. Jahrhundert                   | Befestigungsgraben der Vorderen Stadt, ehem. Verteidigungsgraben entlang von südlicher, westlicher und nördlicher Ringmauer, heute auf der westlichen Seite verfüllt Geschützt nach § 2 DSchG | BW |
|      | Brunnen                 | Stadtstraße (Karte)                | 1890                              | Stadtbrunnen, zentrale Wasserstelle der Vorderstadt, längsrechteckiges Brunnenbecken sowie obeliskartige und mittige Brunnensäule mit zweiseitigem Auslauf, farbig gefasster Putto mit Füllhorn, Gusseisen, mit spätklassizistischer Gliederung und applizierten Ornamenten |    |
|      | Ring- und Zwingermauer  | (Karte)                            | 13. Jahrhundert                   | Stadt- und Zwingermauer Vordere Stadt, nahezu vollständig erhaltene Ringmauer um die Vordere Stadt von Stadtstraße 11-38, 0,7 m tiefe Bruchsteinmauer als Rückseiten bzw. rückwärtige Sockel der Stadtstraßenbebauung erhalten, teilweise mit Schießscharten, im Norden, Osten und Süden unterbrochen von den drei teilweise abgebrochenen Stadttoren; um Stadtstraße 10+11 Zwingmauer, daran nach Osten anschließend weitere Zwingmauer entlang des Zufahrtsweges von der Mittleren Brücke über die Riplinshalde zum abgebrochenen Mittleren Tor und in einem kurzen Teilabschnitt darüber hinaus (Stadtstraße 27), im Süden östlicher Abschnitt der Zwingeranlage beim ehem. Unteren Tor mit Mauer und Zwingergarten Geschützt nach § 2 DSchG | BW |
|      | Stadtstraße             | Stadtstraße 1-8 (Vorstadt) (Karte) | alle 18./19. Jahrhundert          | Zufahrtsstraße, nördliche Verlängerung der vorderstädtischen Marktstraße im Anschluss an das Obere Tor. In leichter Krümmung von Norden nach Süden verlaufende Straße mit beidseitiger Bebauung mit zweigeschossigen Wohnhäusern, teilweise mit kleiner seitlicher Ökonomie | BW |
|      | Stadtstraße             | Stadtstraße 9-38 (Karte)           | im 17./18. Jahrhundert            | Marktstraße, breite und in leichter Krümmung verlaufende Straße zwischen Oberem Tor und abgetragenem Unteren Tor in Nord-Süd-Ausrichtung. Der planmäßig angelegte Straßenraum ist leicht abschüssig und auf beiden Seiten mit zwei- und dreigeschossigen Traufseithäusern in geschlossener Bebauung bebaut. Sämtliche Gebäude liegen weitestgehend in einer Flucht, Versprünge generieren sich zumeist aus dem gebogenen Verlauf. Sie sitzen mit ihren Rückseiten auf der mittelalterlichen Ringmauer | BW |
|      | Quereinhaus             | Stadtstraße 1 (Karte)              | 1. Hälfte des 19. Jahrhunderts    | Wohnhaus mit seitlicher Ökonomie, zweigeschossiger Traufseitbau mit steilem Satteldach, verputzter und frei stehender Massivbau, im Obergeschoss zwei Stubenfenster und Stubenkammer erkennbar, unveränderter Ökonomieteil mit Mitterstall und Scheunentor Geschützt nach § 2 DSchG | BW |
|      | Wohnstallhaus           | Stadtstraße 2 (Karte)              | im Kern 18. Jahrhundert           | Wohnhaus mit seitlicher Ökonomie, zweigeschossiger Traufseitbau mit steilem Satteldach, wohl verputzter Massivbau, mittig angeordneter Wohnteil zwischen südlicher Stallscheune und nördlichem Ökonomieteil, eventuell aus zwei ehemals eigenständigen Gebäuden entstanden | BW |
|      | Gasthaus                | Stadtstraße 5 (Karte)              | 2. Hälfte des 19. Jh.             | Wohn- und Gasthaus, zweigeschossiger Massivbau in traufständiger Lage mit steilem Satteldach | BW |
|      | Wohnstallhaus           | Stadtstraße 6 (Karte)              | um 1850                           | Wohnhaus mit ehemals seitlicher Ökonomie, zweigeschossiger Traufseitbau mit steilem Satteldach und kassettiertem Traufgesims, verputzter Massivbau, am Wohnteil noch zwei Stubenfenster und Stubenkammer im Obergeschoss zu erkennen | BW |
|      | Doppelwohnhaus          | Stadtstraße 7 (Karte)              | um 1800                           | Doppelwohnhaus, langgestreckter zweigeschossiger Massivbau in traufständiger Lage, mit steilem Satteldach und profiliertem Dachgesims, aufgrund der Hanglage Kellergeschoss teilweise freistehend, tiefer Gebäudekörper zu vier Fensterachsen, einheitliche Befensterung mit Sandsteinrahmen | BW |
|      | Schulhaus               | Stadtstraße 8 (Karte)              | 1832–37                           | Ehem. Schulgebäude, zweigeschossiger und freistehender Traufseitbau mit steilem Satteldach, aufgrund der steilen Hanglage doppeltes Kellergeschoss mit Ökonomieteil, Scheuneneinfahrt und Ställen, verputzter Massivbau mit vier Fensterachsen auf jeder Seite, Fenstergewände aus Holz Geschützt nach § 2 DSchG | BW |
|      | Wohnstallhaus           | Stadtstraße 9 (Karte)              | 18. Jahrhundert                   | Wohnhaus mit seitlicher Ökonomie, zweigeschossiger Traufseitbau mit steilem Satteldach, mit den Giebelseiten unmittelbar an nördliches Stadttor und Obere Brücke angrenzend, verputzter Bruchstein, aufgrund der steilen Hanglage rückwärtig freistehendes Kellergeschoss | BW |
|      | Quereinhaus             | Stadtstraße 10 (Karte)             | 18. Jahrhundert                   | Wohnhaus mit seitlicher Ökonomie, zeitweise Metzgerei, zweigeschossiger Traufseitbau aus Bruchstein, mit den Giebelseiten unmittelbar an nördliches Stadttor und Obere Brücke angrenzend, straßenseitig historische Fassadengliederung mit breiter Scheuneneinfahrt, Eingang, Stuben- und Stubenkammerfenster im OG Geschützt nach § 2 DSchG | BW |
|      | Stadttor                | Stadtstraße 11 (Karte)             |                                   | Nördliches Stadttor, sog. Oberes Tor, quergelagerter Torbau zu vier Geschossen in Fachwerkbauweise, mit breiter massiver Durchfahrt und massiver sowie verputzter Außenwand mit Rundbogen, schmales Satteldach mit Dachreiter und Turmuhr Geschützt nach § 28 DSchG |    |
|      | Wohnhaus                | Stadtstraße 12 (Karte)             | im Kern 2. Hälfte 17. Jahrhundert | Wohnhaus, dreigeschossiger verputzter Massivbau über Eck, wohl ehemals zwei getrennte Gebäude, unmittelbar an das Stadttor anschließender Gebäudeteil mit niedrigerem Dachfirst und versetzt angeordneten Fensteröffnungen |    |
|      | Wohn- und Geschäftshaus | Stadtstraße 13 (Karte)             | 1884                              | Wohn- und Geschäftshaus, ehem. Buchbinderei Stüdle, zweigeschossiger Traufseitbau mit steilem Satteldach und reich profiliertem Dachgesims, verputzter Massivbau mit vier unrhythmisch verteilten Fensterachsen mit Sandsteinrahmen, Geschossband, seitlichem Eingang mit Ädikula und dreiteiligem Ladenprospekt aus Holz, rückwärtige Holzlauben Geschützt nach § 2 DSchG | BW |
|      | Zehntscheuer            | Stadtstraße 15 (Karte)             | im Kern 17. Jh                    | Wohnhaus mit seitlicher Ökonomie, zweigeschossiger Traufseitbau mit steilem Satteldach, massivem Erdgeschoss und verputztem Fachwerk-Obergeschoss, Wohnteil zu drei Fensterachsen, ehem. Ökonomieteil modern verändert, im Inneren historische Binnengliederung erhalten | BW |
|      | Gastwirtschaft          | Stadtstraße 17 (Karte)             | im Kern 16. Jh                    | Ehem. Hoftaverne und Metzgerei Zum Ochsen, äußerst schmaler dreigeschossiger Hausteinbau mit steilem Satteldach, verputzt und in traufständiger Lage, rundbogiger Eingang des Wohnteils mit Sandsteingewände, seitliche Ökonomieeinfahrt modern zur Garage umgebaut | BW |
|      | Vogtei                  | Stadtstraße 18 (Karte)             | 1748                              | Ehem. Amtssitz des Obervogtes der Ortsherrschaft, dreigeschossiger verputzter Massivbau aus Haustein mit steilem Satteldach, traufständig um eine Fensterachse in den Straßenraum gerückt, im Erdgeschoss zentrales Rundbogenportal aus Sandstein, Wappenstein nachträglich angebracht, Fenstergewände aus Sandstein, seitliche Ökonomieeinfahrt modern zur Garage umgebaut Geschützt nach § 2 DSchG | BW |
|      | Wohnstallhaus           | Stadtstraße 19 (Karte)             | 18. Jh                            | Wohnhaus mit seitlicher Ökonomie, zweigeschossiger Traufseitbau mit Kniestock und flachem Satteldach, verputzter Massivbau mit bauzeitlicher Fassadengliederung, im Erdgeschoss Werkstattfenster, Eingangs- und Stalltür sowie modern umgebaute Ökonomieeinfahrt, im Obergeschoss kleine Stubenfenster und Fenster der Stubenkammer | BW |
|      | Wohnstallhaus           | Stadtstraße 21 (Karte)             | im Kern 17. Jh.                   | Wohnhaus mit seitlicher Ökonomie, zweigeschossiger Traufseitbau mit steilem Satteldach, um eine Fensterachse vor das südliche Nachbargebäude vorspringend, historische Fassadengliederung mit Stubenfenster und Stubenkammer noch ablesbar |    |
|      | Wohnhaus                | Stadtstraße 22 (Karte)             | um 1709                           | Wohnhaus mit seitlicher Ökonomie, breit gelagerter dreigeschossiger Traufseitbau zu fünf Fensterachsen und steilem Satteldach, seitlich rundbogige Ökonomieeinfahrt, im Erdgeschoss zwei kleine zusätzliche Remisentore Geschützt nach § 2 DSchG | BW |
|      | Wohnstallhaus           | Stadtstraße 23 (Karte)             | 18. Jh.                           | Wohnhaus mit seitlicher Ökonomie, kleiner zweigeschossiger Traufseitbau mit Satteldach, wohl verputzter Massivbau mit seitlichem Hauseingang und zum Laden umgenutzter Ökonomieeinfahrt, hölzerne Fensterrahmen mit Profil, rückwärtige Lauben anstelle der abgebrochenen Stadtmauer |    |
|      | Wohnstallhaus           | Stadtstraße 25 (Karte)             | 17. Jh.                           | Wohnhaus mit seitlicher Ökonomie, zweigeschossiger Traufseitbau auf sehr hohem Kellergeschoss, mit Satteldach, verputztes Bruchsteinmauerwerk mit ungleichmäßig verteilten Fenstern Geschützt nach § 2 DSchG |    |
|      | Quereinhaus             | Stadtstraße 32 (Karte)             | im Kern 17. Jh.                   | Wohnhaus mit seitlicher Ökonomie, zweigeschossiger Traufseitbau mit steilem Satteldach, verputzter Massivbau mit seitlichem Hauseingang | BW |
|      | Wohnstallhaus           | Stadtstraße 34 (Karte)             | im Kern 17. Jh.                   | Wohnhaus mit seitlicher Ökonomie, dreigeschossiges Quereinhaus mit Satteldach aus verputztem Bruchstein, ursprünglich dreiachsiger Wohnteil mit kleinen bauzeitlichen Fenstern, im Innern historische Binnengliederung | BW |
|      | Quereinhaus             | Stadtstraße 36 (Karte)             | 17. Jh.                           | Wohnhaus mit seitlicher Ökonomie, niedriger zweigeschossiger Traufseitbau aus verputztem Hausteinmauerwerk mit Satteldach, historische Fassadengliederung mit Doppeleingang von Haus- und Stalltür sowie Scheunentor, zwei Stubenfenstern im Obergeschoss und Stubenkammerfenster, rückwärtig hölzerner Abort und Schüttstein Geschützt nach § 2 DSchG | BW |
|      | Untere Brücke           | (Karte)                            | 14. Jh.                           | Zugangsbrücke zum ehem. Unteren Tor, sog. Untere Brücke, einbogige Massivbrücke aus Bruch- und Werkstein mit schmaler Treppe zum Graben, sie verbindet die Hinterstadt bzw. den ehem. Burgbereich mit der Vorderstadt, in den Fels gehauen Geschützt nach § 2 DSchG | BW |

### Außerhalb der Gesamtanlage „Stadtanlage Tengen“
| Bild | Bezeichnung   | Lage    | Datierung | Beschreibung  | ID |
| ---- | ------------- | ------- | --------- | ------------- | -- |
|      | Scheibenkreuz | (Karte) | 15. Jh.   | Scheibenkreuz |    |

## Blumenfeld
| Bild           | Bezeichnung        | Lage    | Datierung                   | Beschreibung       | ID |
| -------------- | ------------------ | ------- | --------------------------- | ------------------ | -- |
| Weitere Bilder | Schloss Blumenfeld | (Karte) | Anfang des 16. Jahrhunderts | Schloss Blumenfeld |    |
|                | Sühnekreuz         | (Karte) | 15. Jh.                     | Sühnekreuz         |    |